# Graphisurus despectus
Graphisurus despectus là một loài bọ cánh cứng trong họ Cerambycidae.